# Winter-Asienspiele 2017/Ski Alpin
Bei den Winter-Asienspielen 2017 in Sapporo wurden  die Wettbewerbe im Ski Alpin zwischen dem 22. und dem 25. Februar 2017 ausgetragen. Austragungsort war Sapporo Teine.

## Männer

### Riesenslalom
| Platz | Sportler          | Land        |
| ----- | ----------------- | ----------- |
| 1     | Yohei Koyama      | Japan       |
| 2     | Kim Hyeon-tae     | Südkorea    |
| 3     | Hideyuki Narita   | Japan       |
| 4     | Jung Dong-hyun    | Südkorea    |
| 5     | Tatsuki Matsumoto | Japan       |
| 6     | Igor Sakurdajew   | Kasachstan  |
| 7     | Liam Michael      | Australien  |
| 8     | Evgeniy Timofeev  | Kirgisistan |

Datum: 22. Februar 2017

### Slalom
| Platz | Sportler                 | Land       |
| ----- | ------------------------ | ---------- |
| 1     | Jung Dong-hyun           | Südkorea   |
| 2     | Kim Hyeon-tae            | Südkorea   |
| 3     | Hideyuki Narita          | Japan      |
| 4     | Igor Sakurdajew          | Kasachstan |
| 5     | Hossein Saveh Shemshaki  | Iran       |
| 6     | Hayata Wakatsuki         | Japan      |
| 7     | Mohammad Kiyadarbandsari | Iran       |
| 8     | Park Je-yun              | Südkorea   |

Datum: 25. Februar 2017

## Frauen

### Riesenslalom
| Platz | Sportler           | Land                |
| ----- | ------------------ | ------------------- |
| 1     | Emi Hasegawa       | Japan               |
| 2     | Asa Andō           | Japan               |
| 3     | Mio Arai           | Japan               |
| 4     | Kang Young-seo     | Südkorea            |
| 5     | Zanna Rarrell      | Australien          |
| 6     | Yekaterina Karpova | Kasachstan          |
| 7     | Ni Yueming         | Volksrepublik China |
| 8     | Noh Jin-soul       | Südkorea            |

Datum: 23. Februar 2017

### Slalom
| Platz | Sportler       | Land                |
| ----- | -------------- | ------------------- |
| 1     | Emi Hasegawa   | Japan               |
| 2     | Asa Andō       | Japan               |
| 3     | Kang Young-seo | Südkorea            |
| 4     | Mio Arai       | Japan               |
| 5     | Noh Jin-soul   | Südkorea            |
| 6     | Rim Seung-hyun | Südkorea            |
| 7     | Kong Fanying   | Volksrepublik China |
| 8     | Zanna Farrell  | Australien          |

Datum: 25. Februar 2017